# Roger Louret
Roger Louret est un comédien, dramaturge et metteur en scène français, né le 20 mai 1950 à Coulx (Lot-et-Garonne) et mort le 25 janvier 2023 à Villeneuve-sur-Lot (Lot-et-Garonne).

## Biographie

### Jeunesse et études
Roger Louret se forme au Conservatoire d'art dramatique de Toulouse dont il sort avec un premier prix en 1969. Il fut l’élève de Simone Turck, Jean Bousquet et Raymond Girard[réf. nécessaire]. Il a un frère cadet, Guy Louret, également acteur et auteur, et avec lequel il a longtemps collaboré.

### Carrière
En 1976, il fonde avec Nicolas Marié et Marianne Valéry la compagnie de théâtre des Baladins en Agenais,, où débutent, entre autres, Muriel Robin, Annie Gregorio, Christelle Chollet, Élie Semoun, Nicolas Briançon ou Benoit Solès.
Il crée La Nuit du théâtre en 1985, La Nuit des Hélènes en 1987 et La Nuit de l’Histoire en 1989.
En 1995, il obtient le Molière du spectacle musical pour Les Années twist  aux Folies Bergère.
Au cours de sa carrière il a mis en scène Muriel Robin, Pierre Palmade, Guy Bedos, Mimie Mathy, Élie Semoun, Stéphanie Bataille, Jean-François Dérec, Sophie Artur, Chantal Gallia, Grégori Baquet, Marthe Mercadier, Jean Marais, etc.
Roger Louret meurt le 25 janvier 2023, à 72 ans, à l'hôpital de Villeneuve-sur-Lot. Il est inhumé au cimetière de Monclar, dans le Lot-et-Garonne.

## Théâtre

### En tant qu'auteur
- 1972 : L’Angélus
- 1973 : Il faut essayer, comédie dramatique créée lors du premier Festival en Agenais les 28 et 29 juillet[n 1]
- 1974 : Un prince dans la nuit
- 1979 : J’ai 20 ans ! Je t’emmerde !, mise en scène de l'auteur, créé au théâtre de Poche de Monclar le 9 mai[n 2]
- 1979 : L’Amant de Tarifa ou Sacré Perrichon (d’après Eugène Labiche)[n 3]
- 1980 : J’ai 20 ans ! Je t’emmerde ! (2e version), mise en scène de l'auteur[n 4]
- 1980 : Tante, comédie dramatique en 5 actes créée au théâtre de Poche de Monclar le 26 novembre[n 5]
- 1981 : 2 + 2 = 3 ou Arlequin et les Mathématiques, mise en scène de l'auteur[n 6]
- 1982 : Chialez sur les idoles, comédie-ballet en 3 actes, mise en scène Guy Louret[n 7],[9]
- 1991 : Sale temps pour les grenouilles, mise en scène de l'auteur, créé le 12 juillet à Damazan[n 8]
- 1995 : J’ai 20 ans ! Je t’emmerde ! (5e version)
- 1997 : La Phobie, mise en scène de l'auteur[n 9],[10]
- 1999 : Les Amants de Monsieur[11],[12],[13]
- 2000 : Tu me squattes, mise en scène de l'auteur[n 10],[14]
- 2004 : Eux aussi, mise en scène de Thomas Boissy[n 11]
- 2004 : Qui veut tuer ma communauté de communes ?, mise en scène de Philippe Candelon et Roger Louret, créé au théâtre Huguette-Pommier du 12 août au 12 septembre[n 12]
- 2005 : Asso loi 1901, l'Épée en l'air, mise en scène de l'auteur[n 13],[15]
- 2006 : Agora Talpa ou Putains de gosses, mise en scène de l'auteur, créé au théâtre Huguette-Pommier du 9 juin au 6 août[n 14],[16]
- 2009 : Je vais tuer ma (mère) maire, mise en scène de l'auteur, créé au théâtre Huguette-Pommier du 24 juillet au 27 septembre[n 15],[17],[18]
- 2009 : J’ai 20 ans ! Je t’emmerde ! (6e version)
- 2011 : Le Bistrot des forts en gueule, mise en scène de l'auteur, créé au théâtre Huguette-Pommier du 12 mai au 17 juillet[n 16],[19],[20],[21]
- 2018 : La Morfle, musique Léo Vergnac, mise en scène de l'auteur[n 17],[22],[23],[24]
- 2019 : Je vais tuer le pianiste[n 18],[25],[26]

### En tant que metteur en scène

#### Seul(e)s en scène
- 1988 : Les majorettes se cachent pour mourir - Muriel Robin
- 1991 : On se connaît ? - Pierre Palmade
- 1991 : Tout m’énerve ! - Muriel Robin
- 1992 : J’annonce, j’abats - Chantal Gallia, théâtre de la Renaissance
- 1992 : Bedos-Robin - Muriel Robin et Guy Bedos
- 1993 : Passez me voir à l’occasion - Pierre Palmade
- 1995 : Tout Robin - Muriel Robin
- 2000 : J’adore papoter avec vous - Mimie Mathy
- 2002 : Élie Semoun à l’Olympia et en tournée
- 2004 : Les Hommes - Stéphanie Bataille[27]
- 2005 : Au secours ! - Muriel Robin
- 2005 : Élie Semoun se prend pour qui? - Élie Semoun
- 2006 : En piste ! - Guy Bedos
- 2007 : Guy Bedos - Nouveau Spectacle
- 2008 : Merki - Élie Semoun
- 2009 : Le jour où j’ai appris que j’étais juif - Jean-François Dérec[28]
- 2013 : Je (re)papote avec vous - Mimie Mathy

#### Pièces
- 1973 : L’Arlésienne d’Alphonse Daudet au 1er Festival en Agenais[n 19]
- 1975 : La Centième Nuit (Sotoba Komachi) de Yukio Mishima au Foyer rural de Monclar les 19 et 20 juillet dans le cadre du 3e Festival en Agenais[n 20]
- 1975 : La locandiera de Carlo Goldoni, à Casseneuil (11 juillet), Monflanquin (22 juillet), Monclar (9 août), Frespech (10 août) et Miramont (14 août) dans le cadre du 3e Festival en Agenais[n 21]
- 1975 : La Surprise de l'amour de Marivaux, à Casteljaloux (23 juillet) et Villeneuve-sur-Lot (24-25 juillet) dans le cadre du 3e Festival en Agenais[n 22]
- 1975 : Les Folies amoureuses de Jean-François Regnard, à Clairac (1er août), Port-Sainte-Marie (2 août), Sainte-Livrade (3-4 août) et Miramont-de-Guyenne (6 août) dans le cadre du 3e Festival en Agenais[n 23]
- 1976 : L’Arlésienne d’Alphonse Daudet, à Puy-l'Évêque (16 juillet), Le-Mas-d'Agenais (18 juillet), Clairac (30 juillet), Nérac (13 août), Eymet (14 août) et Castelmoron-sur-Lot (21 août) dans le cadre du 4e Festival en Agenais[n 24]
- 1976 : Les Folies amoureuses, de Jean-François Regnard, à Penne-d'Agenais (13 juillet), Frespech (17 juillet), Barbaste (23 juillet), Castelmoron-sur-Lot (24 juillet), Villeréal (19 août), Villeneuve-sur-Lot (20 août) et Saint-Barthélemy-d'Agenais (28 août) dans le cadre du 4e Festival en Agenais[n 25]
- 1976 : La Ronde d’Arthur Schnitzler, théâtre de Poche de Monclar du 21 au 29 juillet dans le cadre du 4e Festival en Agenais[n 26]
- 1976 : Le Bel Indifférent et La Voix humaine de Jean Cocteau au théâtre de Poche 25, 26 et 27 août dans le cadre du 4e Festival en Agenais[n 27]
- 1977 : Il faut qu’une porte soit ouverte ou fermée et Un caprice d’Alfred de Musset[n 28]
- 1977 : Le Jeu de l'amour et du hasard de Marivaux[n 29]
- 1977 : La Baby-sitter de René de Obaldia[n 30]
- 1977 : La Moscheta de Ruzzante[n 31]
- 1979 : L’Épreuve de Marivaux[n 32]
- 1979 : La Double Inconstance de Marivaux [n 33]
- 1980 : Tante
- 1980 : Galla ou le Jour de congé, pièce en 5 actes d’Inès Cagnati créée le 20 mai 1980 au théâtre Ducourneau d'Agen[n 34]
- 1982 : Sus aux zazous ! d’Alban Jardel[n 35],[29]
- 1983 : Drôle de cabaret d’Alban Jardel[n 36]
- 1983 : Les Folies amoureuses de Jean-François Regnard[n 37]
- 1984 : Les Vacances brouillées de Benjamin Vincent[n 38]
- 1985 : Un jeune homme pressé d’Eugène Labiche[n 39]
- 1985 : Embrassons-nous, Folleville ! d’Eugène Labiche[n 40]
- 1985 : L'Arlésienne d’Alphonse Daudet[n 41]
- 1985 : L'Avare de Molière, mise en scène cosignée avec Marianne Valéry et Jean-Pierre Rumeau[n 42]
- 1986 : Ma vie n’est plus un roman de Michel Déon, créé au Foyer rural de Monclar d'Agenais et repris aux théâtre des Bouffes-Parisiens en 1989[n 43]
- 1986 : Allez donc contenter deux patrons à la fois ! d’après Carlo Goldoni[n 44]
- 1986 : Le Portail de la Solitude de Jean-Paul Taillardas, créé en mai 1986 au théâtre Georges-Leygues de Villeneuve-sur-Lot[n 45]
- 1986 : Aliénor, duchesse d’Aquitaine de Benjamin Vincent, créé à Vianne en extérieur.
- 1987 : Allez-donc contenter deux hellènes à la fois ! d’après Carlo Goldoni[n 46]
- 1988 : Le Légataire universel de Jean-François Regnard, créé au théâtre d'Agen le 29 mars 1988[n 47].
- 1988 : Le Malade imaginaire de Molière[n 48]
- 1988 : Les Précieuses ridicules de Molière[n 49]
- 1989 : Le Jeu de l'amour et du hasard de Marivaux, représenté au Foyer rural de Monclar du 31 mars au 9 avril, puis en tournée du 14 avril au 26 mai[n 50]
- 1989 : Le Barbier de Séville de Beaumarchais, tournée du 13 juillet au 8 septembre[n 51]
- 1989 : Le Cid de Pierre Corneille[n 52]
- 1989 : Le Misanthrope et l'Auvergnat et Embrassons-nous, Folleville !d'Eugène Labiche, tournée du 4 juillet au 3 septembre[n 53]
- 1990 : Les Troyennes d’Euripide, au Festival de Bonaguil les 8, 9 et 12 août[n 54]
- 1990 : Le Jeu de l'amour et du hasard de Marivaux[n 55]
- 1990 : La locandiera de Carlo Goldoni[n 56]
- 1992 : Les Fourberies de Scapin de Molière[n 57]
- 1993 : Le Cri des indiens de Marthe Mercadier et Luq Hamet, co-mise en scène de Guy Louret[n 58]
- 1993 : Dernier Show en Cochinchine de Guy Louret, musique de Catherine Lara, en collaboration avec Thierry Eliez[n 59]
- 1993 : Les Vacances brouillées de Benjamin Vincent[n 60]
- 1994 : Ma sœur est un chic type de Pierre Palmade
- 1995 : La Veuve futée de Carlo Goldoni[n 61]
- 1996 : Les Caprices de Marianne d'Alfred de Musset[n 62]
- 1997 : L’Arlésienne d'Alphonse Daudet, avec Jean Marais et Bernadette Lafont[30]
- 2006 : La Farce des caillettes, suivie de La Farce de Maître Pathelin, au théâtre Huguette-Pommier du 30 septembre au 18 novembre[n 63]
- 2007 : Le Molière imaginaire d'Yvan Varco et Jean-Michel Bériat, créé au théâtre des Mathurins, avec Benoit Solès et Roger Miremont[31]
- 2007 : L'École des femmes de Molière, au théâtre Huguette-Pommier du 29 juin au 25 août[n 64]

- 2008 : Célimène et le Cardinal, de Jacques Rampal (2008)[n 65]
- 2013 : Madame Marguerite de Roberto Athayde [32]
- 2018 : Le Renard et la Grenouille de Sacha Guitry[n 66]

#### Spectacles musicaux
- 1976 : Folles ! Folles ! Folles !, revue burlesque de travestis par la troupe du 4e Festival en Agenais du 10 juillet au 24 août
- 1977 : Les Stars, revue présentée par la troupe du 5e Festival en Agenais du 7 juillet au 28 août
- 1980 : La Guerre des folles, cabaret-spectacle du 24 juillet au 16 août[n 67]
- 1987 : Moon'Clar Blues, livret de Pat Conga et Guy Louret, musique de Bernard Rouyre et Christian Laborde[n 68],[33]
- 1991 : La Java des mémoires
- 1993 : Les Années twist
- 1995 : Repas-spectacle avec les Baladins en Agenais
- 1995 : À Nogent-sur-Garonne, spectacle de plein air joué du 11 au 21 juillet[n 69]
- 1995 : Les Z’années zazous
- 1995 : Les Cancans de la butte, spectacle musical et théâtral, conçu et mis en scène par Roger Louret, créé en avril au théâtre de Pocher de Monclar et retraçant la période de la Commune de Paris à la guerre de 1914[n 70]
- 1996 : À travers chants, spectacle de plein air joué du 25 juin au 29 juillet[n 71]
- 1997 : La Vie parisienne de Jacques Offenbach[34]
- 1998 : La Fièvre des années 80
- 2001 : La Farce du cuvier, suivie de Au temps des idoles, au théâtre Huguette-Pommier du 10 juillet au 14 septembre [n 72],[35]
- 2003 : Les Demoiselles de l’été[n 73],[36]
- 2005 : Rêves d’étoiles, revue créée au Casino de Deauville[n 74],[37]
- 2005 : Attention, mesdames et messieurs, avec Michel Fugain[38],[39]
- 2006 : Au temps des idoles, au théâtre Huguette-Pommier du 17 août au 24 septembre[n 75]
- 2006 : Féminité, mode d'emploi, au théâtre Huguette-Pommier du 24 novembre au 31 décembre[n 76]
- 2007 : Pour le plaisir, au théâtre Huguette-Pommier du 7 au 31 décembre, puis du 11 janvier au 17 février 2008[n 77]
- 2007 : La Farce du cuvier, suivie Le Temps des vacances, au théâtre Huguette-Pommier du 10 juillet au 14 septembre[n 72]
- 2008 :  La Java des mémoires (nouvelle version), au théâtre Silvia-Monfort[n 78],[40]
- 2008 :  Le Fantôme de l’Olympia (Les Années Bécaud), au théâtre Huguette-Pommier du 12 décembre au  24 avril 2009[n 79],[41],[42]
- 2008 : Mes nuits à Montmartre, au théâtre Huguette-Pommier du 14 mars au 27 avril[n 80],[43]
- 2009 : Moon-Clar Swing, au théâtre Huguette-Pommier du 17 décembre au 6 février 2010[n 81],[44]
- 2009 : Cabaret Soleil[n 82],[45]
- 2010 : Au bonheur des tubes, au Grand Rex du 11 au 28 mars[n 83],[46],[47]
- 2010 : Feria Latina, places des Amours, 28 juillet 2010 (2e Festival des Nuits de Monclar)[n 84],[48]
- 2010 : Certains rêvent show[n 85],[49],[50]
- 2011 : Destination Las Vegas, au théâtre Huguette-Pommier du 23 décembre au 1er avril 2012[n 86]
- 2012 : Da dou ron ron, au théâtre Huguette-Pommier du 18 au 31 décembre[n 87],[51],[52]
- 2013 : Disco Bomb[n 88],[53],[54],[55]
- 2015 : Les Années Baladins[56],[57]
- 2015 : Les Années stars, au Rex de Toulouse[n 89]
- 2017 : La Java des mémoires (nouvelle version)[n 90],[58],[59]
- 2018 : Pour le plaisir (nouvelle version)[n 91],[60],[61]
- 2019 : Couleurs Provence[62]
- 2019 : De la Madelon à la Victoire
- 2019 : Ban des vendanges, créé à Buzet-sur-Baïse le 6 septembre[n 92]
- 2019 : En mode diva ![n 93],[63],[64]
- 2020 : Emmenez-moi, arrangements musicaux de Gabriel Sarrou-Vergnac, créé à l'espace culturel François-Mitterrand de Boé du 28 février au 1er mars[n 94],[65],[66]
- 2021 : La Grande Soirée des retrouvailles, créé à l'espace culturel François-Mitterrand de Boé le 23 octobre[67],[68]

## Divers
- 2014 : Président du jury du 11e Festival des Arts Burlesques de Saint-Étienne[69].
- 2016 : Membre du jury du 19e Dinard Comedy Festival[70].
- 2020 : Journée d’intégration CFA BTP Agen - Atelier d’improvisation autour des thèmes : la voix, le corps, la musique, le jeu théâtral, l'improvisation par l'expression physique et l'improvisation par le ressenti et les émotions, animé par Roger Louret, Gabriel Sarrou-Vergnac, Cynthia Bak, Nicolas Rougraff, Baptiste Gonthier et Jean-Paul Delvor (14 octobre)[71].
- 2021 : Les Apprentis sur scène[72].

## Distinctions

### Récompenses
- Molières 1995 : Molière du spectacle musical pour Les Années twist

### Nominations
- Molières 1993 : Molière du spectacle musical pour La Java des mémoires
- Molières 1996 : Molière du spectacle musical pour Les Z’années zazous
- Molières 1999 : Molière du spectacle musical pour La Fièvre des années 80

### Hommages
- La municipalité de Villeuve-sur-Lot a renommé le Théâtre des 13 Vents en Théâtre Roger-Louret[73].